# Harrells
Harrells è un comune degli Stati Uniti d'America, situato in Carolina del Nord, diviso tra la contea di Sampson e la contea di Duplin.